# Muraköz
A Muraköz (horvátul Međimurje, szlovénül Medžimurje, vendül Medmürje, németül Murinsel, kaj-horvát nyelven Medjimurje, Medjimorje) egykor Magyarországhoz, ma – néhány Szlovéniához csatolt falu kivételével – Horvátországhoz tartozó történelmi, politikai és néprajzi régió.

## Fekvése
Határait a Dráva és a Mura folyók, továbbá Ausztria és Magyarország 1920 előtti határának e két folyó közé eső szakasza jelöli ki.

## Története
Muraköz a középkor és a kora újkor folyamán Magyarország része volt. 1848-ban Jellasics megszállta Muraközt, amelyet 1849-ben hivatalosan is Horvátországhoz csatoltak, s csak 1860-ban, az októberi diploma következtében került vissza Magyarországhoz (Zala vármegyéhez). Területén a Csáktornyai és a Perlaki járások osztoztak. A Muraköz megszállása közvetlenül az első világháborút követően 1918 novemberében és decemberében történt, és amikor a leszakadó területek megtartásáért küzdelem folyt Magyarországon, a Muraközben heves mozgalom bontakozott ki a Horvátországgal való egyesülésért. Született azonban javaslat, mégpedig Jászi Oszkár részéről, hogy a Muraköznek és a szomszédos Vendvidéknek közös autonóm területet kellene alkotnia (egyes politikusok autonómiát akartak a területeknek még Jugoszlávián belül is), de az elképzelés hamar elvetélt.
1920-tól Jugoszláviához (1929-ig a Szerb-Horvát Szlovén Királysághoz) tartozott. Csupán rövid intermezzót jelentett 1941–45, amikor részben Mindszenty József aktivitásának köszönhetően visszakerült Magyarországhoz. Jugoszlávia felbomlásával Muraköz Horvátországhoz került, kivéve néhány nyugati falut, melyek Szlovénia részei lettek.
1941. április 16-án a Muraközt a Magyar Királysághoz csatolták a jugoszláv államtól, ahogy a szomszédos Muravidékkel is történt. A helyi káderek mindent elkövettek annak érdekében, hogy keresztülvigyék a Muraköz magyarosítását. Az egyes apróságok túlharsogásán túl az adatok hamisításától sem riadtak vissza. Ennek egyik legszembeötlőbb bizonyítéka Dr. Láposi Haller Jenő ténykedése, aki azon volt, hogy etnikai ellentéteket gerjesszen, kétségbe vonja a helyi lakosság horvát mivoltját, sőt még kulturális és történelmi múltjában is igyekezett a helyi nemzetiséget egyfajta alacsonyrendűségi színben feltüntetni. Már 1938-ban közzétette az Igazságot Muraköznek! c. munkáját, amely a horvátokkal szemben kifejezetten soviniszta és számos valótlan állítást tartalmaz. Haller valószínűleg szándékosan közöl megmásított történelmi adatokat, így a költő Zrínyi Miklós 1659-ben, a pozsonyi országgyűlésen elhangzott szónoklatát, amelyben Haller szerint megvetően szól a szlávokról, noha ő maga is szláv nemzetiségű. Haller a következőképp idézi: „Urak! Kérdezem tőletek, vajjon micsoda dühös ostobaság vinne engem arra, hogy evangélikus vallású magyar vitézeimet elbocsássam? Bizony mondom nektek, hogy akiket ösmérek szláv katonákat, még tíz törökre se mernék velök kimenni. De ha a magyar evangélikusokkal vagyok, valahányszor csak harcba szállok velök, győzelem nélkül sohasem tértek haza.” A részletet Haller Pápai Páriz Ferenctől idézi, azonban az eredeti mű szerint teljesen másképp szólalt fel Zrínyi a pozsonyi országgyűlésen: „Tudjátok meg uraim! igaz pápista ember vagyok, vallásomban való állhatatosságomban is egyitek sem halad felül. De micsoda dühös bolondság vinne engemet arra, hogy én p. o. az én légrádi evangélikus vitézeimet, és ott való presidiáriusimat helyükből kiűzzem? Bizony a kiket ismerek pápista katonákat, tíz törökre sem mernék kimenni velük. De ha az evangélikusokkal vagyok azoknak imádsága és sok éneklései között, valamikor harczra megyek, soha nyereség nélkül meg nem térek.” Látható, hogy Zrínyi semmiképpen sem nemzetiségi, hanem vallási alapon különítette el katonáit. Mivel akkoriban sok horvát is áttért a protestáns hitre, ezért nem lehet állítani, hogy a protestáns vallású vitézek kizárólag csakis magyarok lehettek.

## Szlovéniához csatolt falvak
- Murafüred (Gibina)
- (Kopriva)
- Ráckanizsa (Razkrižje)
- Ligetfalva (Šafarsko)
- (Šprinc)
- Végfalva (Veščica).

## Lakossága
A magyarországi Muraközben (Zala vármegye Csáktornyai és Perlaki járásaiban) 1910-ben 90 387 lakost számoltak össze, akik közül 82 829 horvát, 5766 (6,3%) magyar nemzetiségű volt. Az 1941-es visszafoglalás során, jelentős részben kényszerítő hatásra a lakosság nagy része magyarnak vallotta magát, illetve jellemző volt a korszakban az adatok meghamisítása és torzítása is. A Csáktornyához közeli Drávavásárhely lakosságát 1900-ban 2551 fő horvát, 68 magyar nemzetiségű. 1941-ben viszont a 3892 lakosból már csak 32 tartotta magát horvátnak, a többi magyarnak vallotta magát. Ennek jegyében meghirdették a teljes asszimiláció programját (magyarosítást).
A 2001-es népszámlálás adatai szerint Muraköz megye lakossága 118 426 fő, melynek több mint 90%-a horvát nemzetiségű. Horvátországban a Muraközben a legmagasabb a cigány etnikum aránya.

## Muraköz közigazgatása ma
A Muraköz horvátországi területén ma Muraköz megye fekszik, amely a legkisebb (729,5 km²) és a legsűrűbben lakott (166 fő/km²) horvátországi megye, székhelye Csáktornya.
Muraköz megyében 3 város és 22 község található.
Városok:
- Csáktornya
- Muraszerdahely
- Perlak

Községek:
- Alsódomboru
- Belica
- Bottornya
- Damása
- Dékánfalva
- Drávadiós
- Drávanagyfalu
- Drávavásárhely
- Felsőmihályfalva
- Kisszabadka
- Kotor
- Muracsány
- Murakirály
- Murasiklós
- Muraszentmárton
- Muravid
- Stridóvár
- Szelence
- Szentilona
- Szentmária
- Víziszentgyörgy
- Zalaújvár

## Érdekességek
A Muraköz az egykor sokfelé elterjedt, de ma már ritka muraközi ló névadója.